# Steven Rogel

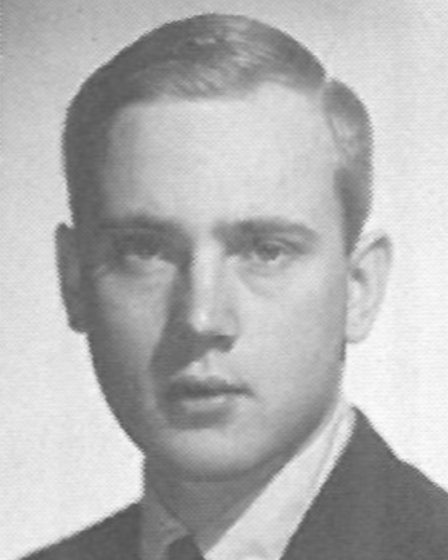
Steven Rogel

Steven R. Rogel (* 25. Oktober 1942 in Ritzville) ist ehemaliger Chairman, Präsident und Chief Executive Officer des Forstwirtschaftskonzerns Weyerhaeuser.

## Leben
Steven Rogel studierte an der University of Washington, die er 1965 mit dem akademischen Grad eines Bachelor of Science in Chemieingenieurwesen verließ. Dazu kamen weitere Ausbildungsgänge an der Tuck School of Business und dem Massachusetts Institute of Technology.
1964 heiratete er Connie Schuler, mit der er drei Kinder hat.
1965 fing er bei der St. Regis Paper Company an. Dort blieb er bis zu seinem Wechsel zu St. Anne–Nackawic Pulp and Paper in Nackawic, Kanada im Jahr 1970. Das Unternehmen verließ er 1972, um Technischer Direktor bei Western Kraft – kurz darauf Teil von Willamette Industries – in Albany, Oregon, zu werden. Bei Willamette Industries wurde Steven Rogel 1979 Vizepräsident, 1988 Executive Vice President und drei weitere Jahre darauf Präsident und Chief Operating Officer des Unternehmens. Am 1. Oktober 1995 wurde er dann Nachfolger von William Swindells als Präsident und Chief Executive Officer. Willamette Industries wurde in den folgenden Jahren eines der lukrativsten Unternehmen in der Forstwirtschaft und erwirtschaftete einen jährlichen Return on Investment von  21 Prozent.
1997 trat das Unternehmen Weyerhaeuser an Steven Rogal heran mit dem Angebot, Präsident und CEO des Unternehmens zu werden, um es umzugestalten. Rogel nahm das Angebot an, sehr zum Missfallen von Swindells, der darin einen „Verrat“ sah. Rogel begann unverzüglich mit der Umstrukturierung Weyerhaeusers. Den Posten behielt er bis 2008.

## Weblink
- Darstellung der Karriere Rogels (englisch)